# Підводні сили ВМС Росії
Підводні сили - рід сил Військово-морського флоту Росії, що включає атомні ракетні підводні човни стратегічного призначення, атомні багатоцільові підводні човни та дизель-електричні (неатомні) підводні човни.

## Основні завдання підводних сил
- поразка важливих наземних об'єктів противника;
- пошук і знищення підводних човнів, авіаносців та інших надводних кораблів противника, його десантних загонів, конвоїв, одиночних транспортів (суден) у морі;
- розвідка, забезпечення наведення своїх ударних сил та видачі їм цілевказівки;
- знищення морських нафтогазових комплексів, висадка розвідувальних груп (загонів) спеціального призначення на узбережжі противника;
- постановка хв та інші. Організаційно підводні сили складаються з окремих сполук, які підпорядковані командувачем (командирам) об'єднаннями підводних човнів і командувачем об'єднаннями різнорідних сил флотів.

## Особливі властивості підводного флоту
На відміну від інших родів сил ВМФ підводні сили як ударна сила флоту мають ряд властивостей, що визначають їх перевага у збройній боротьбі на морі: скритність дій, здатність вести бойові дії в будь-яких районах Світового океану, здатність завдавати потужних ракетно-ядерних ударів по важливих у військовому відношенні об'єктах противника і найбільш ефективно вести бойові дії проти бойових надводних кораблів, підводних човнів, транспортів і суден противника. Вони мають здатність діяти під льодами Арктичного басейну і малої залежністю від гідрометеорологічних умов в районі бойових дій.